# Kirk Palmer
Kirk Palmer (Central Coast, 12 ottobre 1986) è un nuotatore australiano.

## Palmarès
- Olimpiadi

Pechino 2008: bronzo nella 4x200m sl.
- Mondiali

Roma 2009: bronzo nella 4x200m sl.
- Mondiali in vasca corta

Manchester 2008: oro nella 4x200m sl e argento nei 200m sl.